# 吳賜
吳賜（1386年—？），字希貢，直隸池州府貴池縣興人鄉人三保人，明朝政治人物。進士出身。

## 生平
應天府鄉試一百十一名。永樂十年（1412年）壬辰科會試七十八名，殿試登進士第二甲第三十名。

## 家族
曾祖吳端一，曾任任元泰康縣倉副使。祖父吳谷英。父亲吳豫章。